# Classe de conjugació
En matemàtiques, i especialment en teoria de grups, els elements de qualsevol grup es poden particionar en classes de conjugació; els elements de la mateixa classe de conjugació comparteixen moltes propietats, i l'estudi de les classes de conjugació dels grups no abelians revela moltes característiques importants sobre la seva estructura. Per a un grup abelià, cada classe de conjugació és un conjunt amb un sol element (singletó).
Les funcions que són constants per a elements de la mateixa classe de conjugació s'anomenen funcions de classe.

## Definició
Suposem que G és un grup. Hom diu que dos elements a i b de G són conjugats si existeix un element g de G tal que
gag−1 = b.
(En àlgebra lineal, això es coneix com a semblança de matrius.)
Es pot demostrar fàcilment que la conjugació és una relació d'equivalència i, per tant, produeix una partició de G en classes d'equivalència. Això vol dir que tot element del grup pertany a una i només una classe de conjugació, i que les classes Cl(a) i Cl(b) són iguals si i només si a i b són conjugats, i disjuntes altrament.
La classe d'equivalència que conté l'element a de G és
Cl(a) = { b ∈ G | existeix g ∈ G amb b = gag−1}
i s'anomena la classe de conjugació de a. Tots els elements que pertanyen a la mateixa classe de conjugació tenen el mateix ordre.
Hom pot referir-se a les classes de conjugació descrivint-les, o més breument per símbols com "6A", amb el sentit d'"una certa classe de conjugació amb un ordre de 6 elements", i "6B" seia una altra classe de conjugació amb un ordre de 6 elements; la classe de conjugació 1A és la classe de conjugació de la identitat. En certs casos, les classes de conjugació es poden descriure mitjançant un procediment uniforme: per exemple, en el grup simètric, es poden descriure mitjançant l'estructura de cicles.

## Exemples
El grup simètric S₃, que consisteix en les 6 permutacions de 3 elements, té tres classes de conjugació:
1. sense canvis (abc → abc)
2. intercanviar dos elements (abc → acb, abc → bac, abc → cba)
3. una permutació cíclica dels tres elements (abc → bca, abc → cab)

Aquestes tres classes també corresponen a la classificació de les isometries d'un triangle equilàter.
El grup simètric S₄, consistent en les 24 permutacions de 4 elements, té cinc classes de conjugació; a continuació es relacionen aquestes classes de conjugació juntament amb llurs ordres i estructures de cicles:
- (1)₄: sense canvis (1 element: { (1, 2, 3, 4) })
- (2): intercanviar dos elements (6 elements: { (1, 2, 4, 3), (1, 4, 3, 2), (1, 3, 2, 4), (4, 2, 3, 1), (3, 2, 1, 4), (2, 1, 3, 4) })
- (3): una permutació cíclica de tres elements (8 elements: { (1, 3, 4, 2), (1, 4, 2, 3), (3, 2, 4, 1), (4, 2, 1, 3), (4, 1, 3, 2), (2, 4, 3, 1), (3, 1, 2, 4), (2, 3, 1, 4) })
- (4): una permutació cíclica de tots quatre elements (6 elements: { (2, 3, 4, 1), (2, 4, 1, 3), (3, 1, 4, 2), (3, 4, 2, 1), (4, 1, 2, 3), (4, 3, 1, 2) })
- (2)(2): intercanviar dos elements, i també els altres dos (3 elements: { (2, 1, 4, 3), (4, 3, 2, 1), (3, 4, 1, 2) })

En general, el nombre de classes de conjugació del grup simètric Sn és igual al nombre de particions enteres de n. Això és perquè cada classe de conjugació correspon a exactament una partició de {1, 2, ..., n} en cicles, llevat de permutació dels elements de {1, 2, ..., n}.
Les rotacions pròpies del cub, que es poden caracteritzar per les permutacions de les seves diagonals internes, també es poden descriure per conjugació a S₄ .
En general, el grup euclidià es pot estudiar mitjançant la conjugació d'isometries a l'espai euclidià.

## Propietats
- L'element identitat és sempre l'únic element de la seva classe, és a dir, Cl(e) = {e}
- Si G és abelià, llavors gag−1 = a per a qualssevol a i g de G; per tant Cl(a) = {a} per a tot a de G.
- Si dos elements a i b de G pertanyen a la mateixa classe de conjugació (és a dir, si són conjugats), llavors tenen el mateix ordre. Més en general, qualsevol enunciat sobre a es pot convertir en un enunciat sobre b = gag−1, perquè l'aplicació φ(x) = gxg−1 és un automorfisme de G.
- Un element a de G pertany al centre Z(G) de G si i només si la seva classe de conjugació consta d'un sol element, el mateix a. Més en general, si CG(a) denota el centralitzador de a dins G (és a dir, el subgrup consistent de tots els elements g tals que ga = ag), llavors l'índex [G : CG(a)] és igual al nombre d'elements de la classe de conjugació de a (pel teorema d'òrbita-estabilitzador).
- Si a i b són conjugats, també ho són les seves potències ak i bk.
- :: (Demostració: si a = gbg−1, llavors ak = (gbg−1)(gbg−1) … (gbg−1) = gbkg−1.)

Així, el fet de prendre potències k-simes proporciona una aplicació entre les classes de conjugació, i hom pot considerar quines classes de conjugació pertanyen a la seva antiimatge. Per exemple, en el grup simètric, el quadrat d'un element de tipus (3)(2) (un 3-cicle i un 2-cicle) és un element de tipus (3).

## Equació de les classes de conjugació
Si G és un grup finit, llavors per a qualsevol element del grup a, els elements de la classe de conjugació de a tenen una correspondència biunívoca amb les classes laterals del centralitzador CG(a). Això es pot veure observant que dos elements qualssevol b i c que pertanyein a la mateixa classe lateral (i, per tant, b = cz per a algun z del centralitzador CG(a) ) donen lloc al mateix element quan es conjuga a: bab−1 = cza(cz)−1 = czaz−1c−1 = czz−1ac−1 = cac−1.
Així, el nombre d'elements de la classe de conjugació de a és l'índex [G : CG(a)] del centralitzador CG(a) dins G; per tant, la cardinalitat de cada classe de conjugació divideix l'ordre del grup.
Addicionalment, si escollim un element representatiu xi de cada classe de conjugació, podem inferir, ja que les classes de conjugació són disjuntes, que |G| = ∑i [G : CG(xi)], on CG(xi) és el centralitzador de l'element xi. Observant que tot element del centre Z(G) forma una classe de conjugació que conté només l'element, obtenim l'equació de les classes:
|G| = |Z(G)| + ∑i [G : CG(xi)]
on la suma recorre els elements representatius de cada classe de conjugació que no pertany al centre.
Si es coneixen els divisors de l'ordre del grup |G|, hom pot obtenir informació sobre l'ordre del centre o de les classes de conjugació.

### Exemple
Considerem un p-grup finit  G (és a dir, un grup amb ordre pn, on p és un nombre primer i  n > 0). Es pot demostrar que tot p-grup finit té un centre no trivial.
Com que l'ordre de qualsevol classe de conjugació de G ha de dividir l'ordre de G, llavors tota classe de conjugació Hi té ordre igual a alguna potència de pki, on 0 < ki < n. Però llavors l'equació de classes estableix que |G| = pn = |Z(G)| + ∑i pki. D'aquí es pot veure que p ha de dividir  |Z(G)| i, per tant,  |Z(G)| > 1.

## Conjugació de subgrups i de subconjunts en general
Més en general, donat un subconjunt qualsevol S de G (no és necessari que S sigui un subgrup), hom diu que un subconjunt T de G és conjugat de S si existeix algun g de G tal que T = gSg−1. Definim Cl(S) com el conjunt de tots els subconjunts T de G tals que T és conjugat de S.
Un teorema comú afirma que, donat un subconjunt qualsevol S de G, l'índex de N(S) (el normalitzador de S) dins G és igual a l'ordre de Cl(S):
|Cl(S)| = [G : N(S)]
Això és cert perquè, si g i h són elements de G, llavors gSg−1 = hSh−1 si i només si g−1h pertany a N(S); en altres paraules, si i només si g i h pertanyen a la mateixa classe lateral de N(S).
Notem que aquesta expressió generalitza l'anterior per al nombre d'elements d'una classe de conjugació (amb S = {a}).
L'anterior és particularment útil quan s'estudien els subgrups de G. Els subgrups es poden, doncs, dividir en classes de conjugació, on dos subgrups pertanyen a la mateixa classe si i només si són conjugats. Els subgrups conjugats són isomorfs, però dos subgrups isomorfs no tenen per què ser conjugats. Per exemple, un grup abelià pot tenir dos subgrups diferents que siguin isomorfs, però mai no seran conjugats.

## La conjugació com a acció de grup
Si es defineix
g . x = gxg−1
per a dos elements qualssevol g i x de G, llavors tenim una acció de grup de G sobre G. Les òrbites d'aquesta acció són les classes de conjugació, i l'estabilitzador d'un element donat és el centralitzador de l'element.
De forma semblant, hom pot definir una acció de grup de G sobre el conjunt de tots els subconjunts de G, escrivint
g. S = gSg−1,
o sobre el conjunt dels subgrups de G.

## Interpretació geomètrica
Les classes de conjugació del grup fonamental d'un espai topològic arc-connex es pot interpretar com a classes d'equivalència de cicles lliures sota homotopia lliure.